# Прапор Скраглівки
Прапор Скраглівки затверджений рішенням Скраглівської сільської ради.

## Опис прапора
Квадратне полотнище, яке складається з трьох горизонтальних смуг — синьої, жовтої та зеленої у співвідношенні 2:1:1. На верхньому синьому полі біла чайка, яка летить, на нижньому зеленому полі обабіч жовті жолуді із стеблом і листям.